# Vojnik, Despotovac
Vojnik (izvirno srbsko Војник) je naselje v Srbiji, ki upravno spada pod Občino Despotovac; slednja pa je del Pomoravskega upravnega okraja.

## Demografija
V naselju živi 779 polnoletnih prebivalcev, pri čemer je njihova povprečna starost 43,3 let (42,8 pri moških in 43,9 pri ženskah). Naselje ima 312 gospodinjstev, pri čemer je povprečno število članov na gospodinjstvo 3,03.
To naselje je, glede na rezultate popisa iz leta 2002, večinoma srbsko.
|  |

| Demografija | Demografija     | Demografija     |
| Leto        | Št. prebivalcev | Št. prebivalcev |
| ----------- | --------------- | --------------- |
|             |                 |                 |
|             |                 |                 |
|             |                 |                 |
|             |                 |                 |
| 1948        | 1126            |                 |
| 1953        | 1392            |                 |
| 1961        | 1447            |                 |
| 1971        | 1653            |                 |
| 1981        | 1729            |                 |
| 1991        | 1186            | 1016            |
| 2002        | 1177            | 946             |
|             |                 |                 |

| Etnična sestava po popisu iz leta 2002 | Etnična sestava po popisu iz leta 2002 | Etnična sestava po popisu iz leta 2002 | Etnična sestava po popisu iz leta 2002 | Etnična sestava po popisu iz leta 2002 |
| -------------------------------------- | -------------------------------------- | -------------------------------------- | -------------------------------------- | -------------------------------------- |
| Srbi                                   | Srbi                                   |                                        | 939                                    | 99,26%                                 |
| Slovenci                               | Slovenci                               |                                        | 1                                      | 0,10%                                  |
| Romuni                                 | Romuni                                 |                                        | 1                                      | 0,10%                                  |
| Muslimani                              | Muslimani                              |                                        | 1                                      | 0,10%                                  |
| Neznano                                | Neznano                                |                                        | 4                                      | 0,42%                                  |